# Sabit Hadžić
Sabit Hadžić (Sarajevo, 7. kolovoza 1957. – Antalija, Turska, 3. ožujka 2018.), bio je bosanskohercegovački košarkaški trener i košarkaš, jedan od legendi sarajevske Bosne. 
Poznat je po tome što je 9. travnja 1983. godine na finalnoj utakmici PJ u košarci između Šibenke i svoje Bosne faulirao Šibenkinog Dražena Petrovića za dva slobodna bacanja pri rezultatu 81:82 za Bosnu. Petrović je pogodio oba bacanja te je Šibenka osvojila titulu pobjedom od 83:82. Nekoliko sati poslije, košarkaški Savez Jugoslavije tu je utakmicu proglasio neregularnom zbog, po mnogima, nepostojećeg prekršaja nad Draženom Petrovićem. 
Kao trener je vodio bosanskohercegovačku košarkašku reprezentaciju u dva navrata te kosovski Sigal iz Prištine. 
Umro je 3. ožujka 2018. godine od posljedica moždanoga udara u 61. godini života.